# Höchstädt an der Donau
Höchstädt an der Donau, Höchstädt a.d.Donau – miasto w Niemczech, w kraju związkowym Bawaria, w rejencji Szwabia, w regionie Augsburg, w powiecie Dillingen an der Donau, siedziba wspólnoty administracyjnej Höchstädt an der Donau. Leży na obrzeżach Jury Szwabskiej, około 5 km na północny wschód od Dillingen an der Donau, nad Dunajem, przy drodze B16 i linii kolejowej Ulm – Donauwörth.

## Polityka
Burmistrzem miasta jest Hildegard Wanner, rada miasta składa się z 20 osób.
|      | CSU/UB | SPD/FB | FDP/Pro Höchstädt | FUW | BB Deisenhofen | BV Höchstädt-Sonderheim | WV Schwennenbach | Wählerschaft Oberglauheim | Junges Höchstädt | Höchstädter Forum | FW | Razem |
| 2008 | 6      | 2      | 1                 | -   | 2              | 1                       | 1                | 1                         | 1                | 1                 | 4  | 20    |
| 2002 | 7      | 3      | 1                 | 3   | 2              | 1                       | 1                | 1                         | 1                | -                 | -  | 20    |